# Liste der Biografien/Doc
Liste der Biografien |
Portal Biografien |
Personensuche
# |
A |
B |
C |
D |
E |
F |
G |
H |
I |
J |
K |
L |
M |
N |
O |
P |
Q |
R |
S |
T |
U |
V |
W |
X |
Y |
Z |
?
 
Da |
Db |
Dc |
Dd |
De |
Dg |
Dh |
Di |
Dj |
Dk |
Dl |
Dm |
Dn |
Do |
Dq |
Dr |
Ds |
Du |
Dv |
Dw |
Dy |
Dz
 
Doa |
Dob |
Doc |
Dod |
Doe |
Dof |
Dog |
Doh |
Doi |
Doj |
Dok |
Dol |
Dom |
Don |
Doo |
Dop |
Doq |
Dor |
Dos |
Dot |
Dou |
Dov |
Dow |
Dox |
Doy |
Doz
Die Liste der Biografien führt alle Personen auf, die in der deutschsprachigen Wikipedia einen Artikel haben. Dieses ist eine Teilliste mit 97 Einträgen von Personen, deren Namen mit den Buchstaben „Doc“ beginnt.

## Doc
- Doc Gynéco (* 1974), französischer Sänger
- Doc Scott (* 1971), britischer DJ und Musikproduzent

### Doca
- Doca (1903–1988), brasilianischer Fußballspieler

### Doce
- Docekal, Karl (1919–1979), niederösterreichischer Heimatforscher und Grabungstechniker
- Dočekal, Tomáš (* 1989), tschechischer Fußballspieler
- Docen, Bernhard Joseph (1782–1828), deutscher Germanist und Bibliothekar

### Doch
- Doch, Elmar (1910–1971), deutscher Kommunalpolitiker
- Dochan, Marc (* 1978), deutscher Fantasy- und Thriller-Autor
- Docharty, Alexander Brownlie (1862–1940), schottischer Landschaftsmaler
- Docher, Anton (1852–1928), französischer Franziskaner, Missionar und Verteidiger der Indianer
- Docherty, Bevan (* 1977), neuseeländischer Triathlet
- Docherty, Fiona (* 1975), neuseeländische Duathletin und Triathletin
- Docherty, Greg (* 1996), schottischer Fußballspieler
- Docherty, John († 1939), schottischer Fußballtorwart und -trainer
- Docherty, John (* 1997), schottischer Boxer
- Docherty, Leo (* 1976), schottischer Politiker (Conservative Party)
- Docherty, Nicola (* 1992), schottische Fußballspielerin
- Docherty, Ross (* 1993), schottischer Fußballspieler
- Docherty, Thomas (* 1975), britischer Politiker
- Docherty, Tommy (1928–2020), schottischer Fußballspieler und -trainer
- Docherty, Tony (* 1971), schottischer Fußballspieler und -trainer
- Docherty-Hughes, Martin (* 1971), schottischer Politiker (Scottish National Party (SNP))
- Dochez, Louis (1805–1859), französischer Romanist und Lexikograf
- Dochhorn, Jan (* 1968), deutscher evangelischer Theologe und Judaist
- Dochnahl, Friedrich Jakob (1820–1904), deutscher Naturforscher und Pomologe
- Dochojan, Juri Rafaelowitsch (1964–2021), russischer Schachspieler
- Dochojan, Karen (* 1976), armenischer Fußballspieler
- Dochow, Adolf (1844–1881), deutscher Rechtswissenschaftler und Hochschullehrer
- Dochturow, Dmitri Sergejewitsch (1756–1816), russischer General der napoleonischen KriegeDmitri Sergejewitsch Dochturow (1756–1816)

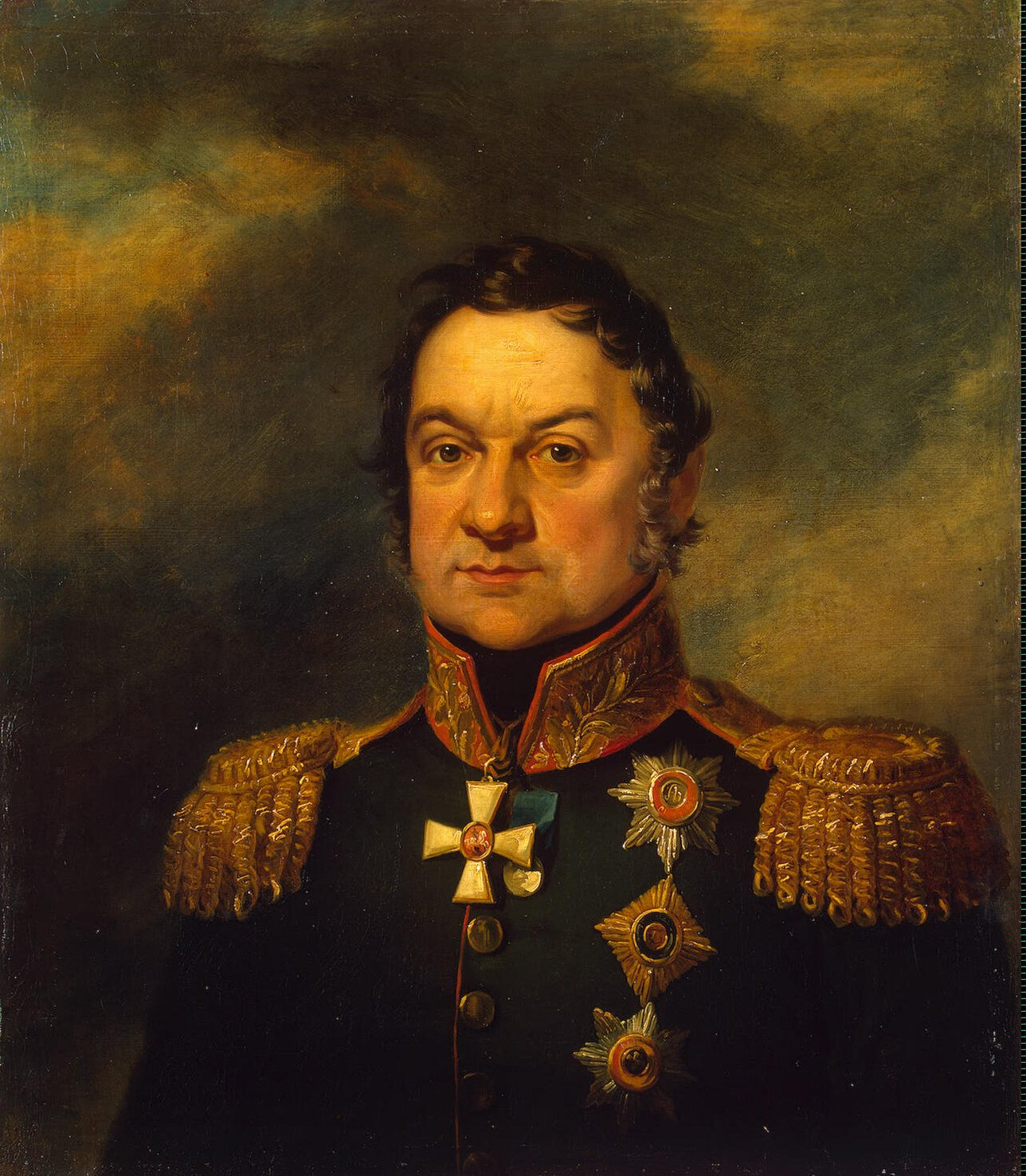
Dmitri Sergejewitsch Dochturow (1756–1816)

### Dock
- Dock, Lavinia (1858–1956), US-amerikanische Krankenschwester, Pflegewissenschaftlerin und Pflegehistorikerin
- Dočkal, Bořek (* 1988), tschechischer Fußballspieler
- Docke, Bernhard (* 1955), deutscher Rechtsanwalt und Strafverteidiger
- Döcke, Ernst (1915–1970), deutscher Politiker (CDU der DDR)
- Dockendorf, David (1923–1997), US-amerikanischer Tonmeister
- Docker, Bernard (1896–1978), britischer Manager
- Docker, Mitchell (* 1986), australischer Radrennfahrer
- Docker, Norah (1906–1983), britische Person des öffentlichen Lebens
- Docker, Patricia, Opfer des Serienmörders Bible John
- Döcker, Richard (1894–1968), deutscher Architekt und Hochschullehrer
- Dockerill, Günther (1924–1988), deutscher Schauspieler, Hörspiel- und Synchronsprecher
- Dockerill, Sylvia (* 1951), kanadische Schwimmerin
- Dockery, Alexander Monroe (1845–1926), US-amerikanischer Politiker
- Dockery, Alfred (1797–1875), US-amerikanischer Politiker
- Dockery, Michelle (* 1981), britische SchauspielerinMichelle Dockery (* 1981)

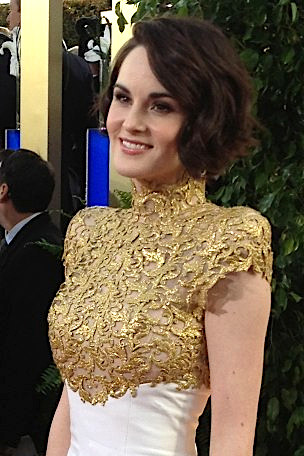
Michelle Dockery (* 1981)

- Dockery, Oliver H. (1830–1906), US-amerikanischer Politiker
- Dockery, Sam (1929–2015), US-amerikanischer Jazzpianist
- Dockery, Thomas Pleasant (1833–1898), General der Konföderierten Staaten von Amerika im Amerikanischen Bürgerkrieg
- Dockery, Wayne (1941–2018), US-amerikanischer Jazzbassist
- Dockhorn, Klaus (1953–2024), deutscher Schwimmer
- Dockhorn, Lola (* 1996), deutsche Schauspielerin
- Dockhorn, Otto (1921–2004), deutscher Pädagoge und Politiker (FDP), MdL
- Dockier, Sébastien (* 1989), belgischer Hockeyspieler
- Docking, George (1904–1964), US-amerikanischer Politiker
- Docking, Robert (1925–1983), US-amerikanischer Politiker
- Docking, Thomas R. (1954–2017), US-amerikanischer Politiker
- Dockins, Lee, US-amerikanische Turnerin, Medaillengewinnerin bei Special Olympics
- Dockner, Mathias (* 1984), österreichischer Basketballspieler
- Dockrell, George (1886–1924), britisch-irischer Schwimmer
- Dockrell, George (* 1992), irischer Cricketspieler
- Dockrell, Henry Morgan (1880–1955), irischer Geschäftsmann und Politiker
- Dockrell, Marguerite (1912–1983), irische Schwimmerin
- Dockrell, Maurice E. (1908–1986), irischer Politiker
- Dockrell, Percy (1914–1979), irischer Politiker
- Dockstader, Dan (* 1958), US-amerikanischer Politiker (Republikaner)
- Dockstader, Tod (1932–2015), US-amerikanischer Komponist elektronischer Musik
- Dockter, Helmut (* 1949), deutscher politischer Beamter
- Dockum, Carl van (1804–1893), dänischer Seeoffizier und Marineminister
- Dockum, Martin Arend von (1665–1732), preußischer Generalmajor, Chef des Dragonerregiments Nr. 7
- Dockum, Saskia van (* 1965), niederländische Provinzialrömische Archäologin
- Dockweiler, John F. (1895–1943), US-amerikanischer Politiker
- Dockx, Bart (* 1981), belgischer Radrennfahrer
- Dockx, Gert (* 1988), belgischer Radrennfahrer
- Dockx, Jean (1941–2002), belgischer Fußballspieler
- Dockx, Stanislas (1901–1985), belgischer Theologe und Wissenschaftsphilosoph
- Dockx, Theo (* 1945), belgischer Radrennfahrer

### Doco
- Dočolomanský, Michal (1942–2008), slowakischer Schauspieler
- Docourt, Martine (* 1979), Schweizer Politikerin der Sozialdemokratischen Partei (SP)

### Docq
- Docquois, Georges (1863–1927), französischer Schriftsteller

### Doct
- Docter, Mary (* 1961), US-amerikanische Eisschnellläuferin
- Docter, Pete (* 1968), US-amerikanischer Filmregisseur, Drehbuchautor und AnimatorPete Docter (* 1968)

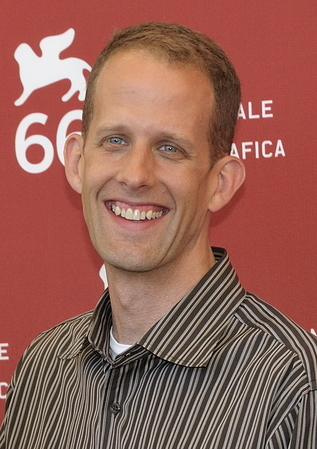
Pete Docter (* 1968)

- Docter, Sarah (* 1964), US-amerikanische Eisschnellläuferin
- Doctor Dré (* 1963), US-amerikanischer Schauspieler
- Doctor Dru (* 1973), deutscher Musikproduzent, Musiker, DJ und Labelbetreiber
- Doctor P (* 1986), britischer DJ und Musikproduzent
- Doctor, Eduard (1858–1926), böhmischer Textilunternehmer
- Doctor, Farzana (* 1970), kanadische Schriftstellerin, Filmproduzentin und Sozialarbeiterin
- Doctor, Henry (1932–2007), US-amerikanischer Offizier, Generalleutnant der US-Army
- Doctor, Herman S. (1820–1897), böhmischer Textilunternehmer
- Doctor, José Luis (* 1996), mexikanischer Leichtathlet
- Doctor, Leopold (1812–1872), deutscher Kaufmann, Frankfurter Kommunalpolitiker
- Doctor, Marcio (* 1965), argentinischer Jazzmusiker (Schlagzeug, Perkussion, Komposition)
- Doctor, Moritz (1862–1929), böhmischer Textilunternehmer der Österreichisch-ungarischen Monarchie
- Doctorow, Cory (* 1971), kanadischer Science-Fiction-AutorCory Doctorow (* 1971)

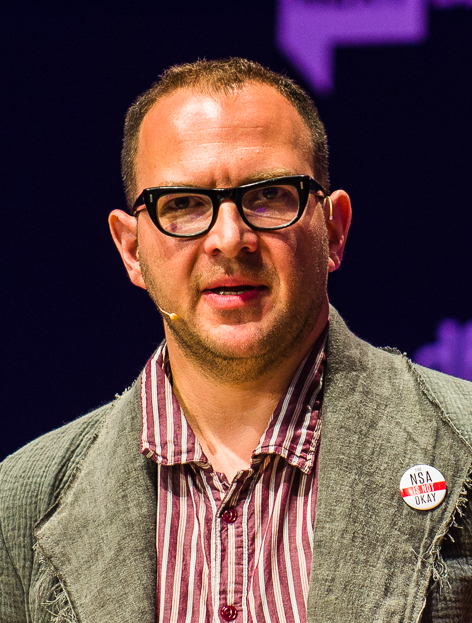
Cory Doctorow (* 1971)

- Doctorow, E. L. (1931–2015), US-amerikanischer Schriftsteller und Publizist
- Doctson, Josh (* 1992), US-amerikanischer Footballspieler

### Docx
- Docx, Edward (* 1972), britischer Journalist und Schriftsteller

### Docz
- Dóczi, Ludwig von (1845–1919), österreichisch-ungarischer Dichter, Journalist und Politiker